# Bill Laimbeer
William J. "Bill" Laimbeer, Jr. (Boston, Massachusetts, 19 de mayo de 1957) es un exjugador y entrenador de baloncesto estadounidense que disputó 14 temporadas en la NBA, 12 de ellas con los "Bad Boys" de los Detroit Pistons con lo que ganó dos campeonatos. Con 2,11 jugaba en la posición de pívot.

## Trayectoria deportiva

### Universidad
Jugó durante 4 años en la prestigiosa Universidad de Notre Dame, y sus cifras con los Fighting Irish no fueron demasiado brillantes, ya que promedió tan solo 7,4 puntos y 6,3 rebotes por partido, cifras que no presagiaban un buen puesto en el paso a profesionales.

### Profesional
Fue elegido en el Draft de la NBA de 1979 por los Cleveland Cavaliers en el puesto 21 de la tercera ronda (65 en el total), lo cual limitaba sus posibilidades de disputar minutos en la mejor liga del mundo. Así que se fue un año a jugar la Lega italiana, para volver al año siguiente al equipo que lo eligió. Sus números el primer año no fueron excesivamente brillantes, a pesar de contar con minutos en la pista, por lo que, a mediados de la segunda temporada, fue traspasado a los Detroit Pistons, donde realmente despuntó como el gran jugador que fue. Allí coincidió con gente como Isiah Thomas, Rick Mahorn, Vinnie Johnson, Dennis Rodman o Joe Dumars, con los que formó los temidos Bad Boys, con fama de duros y de marrulleros, pero que consiguieron a finales de la década de 1980 dos anillos de campeones de la NBA.
El juego, y sobre todo el carácter de Laimbeer no pasaban desapercibidos, teniendo fama de agresivo, marrullero e incluso violento, lo que contrastaba con su cara de buen chico. La pareja que formaba junto a Rick Mahorn bajo tableros era temida por la mayoría de jugadores. Sus cifras en esa época se duplicaron con respecto a su debut en la liga, consiguiendo acabar en sus mejores años con más de 16 puntos y 12 rebotes por partido, llegando a ser incluso el máximo reboteador en 1986.
Otro aspecto llamativo de su juego como pívot era su capacidad de moverse por fuera de la zona, siendo uno de los primeros jugadores de más de 2.10 m que hizo del tiro de tres puntos una de sus armas ofensivas destacables, convirtiendo a lo largo de su carrera en la NBA 202 triples (con una eficacia del 32.6%). Para poner de relieve el significado de esta cifra, basta comentar que un destacado tirador como Michael Jordan presentó a lo largo de su carrera prácticamente el mismo porcentaje de efectividad en lanzamientos triples (un 32.7%, aunque con 581 lanzamientos transformados).
Tras 14 temporadas en la liga, de las cuales 12 y media fueron en los Pistons, llegó a ser el decimonoveno jugador de la historia en conseguir más de diez mil puntos y diez mil rebotes. Se retiró en 1994, con unas estadísticas globales de 12,9 puntos y 9,7 rebotes por partido.

### Entrenador

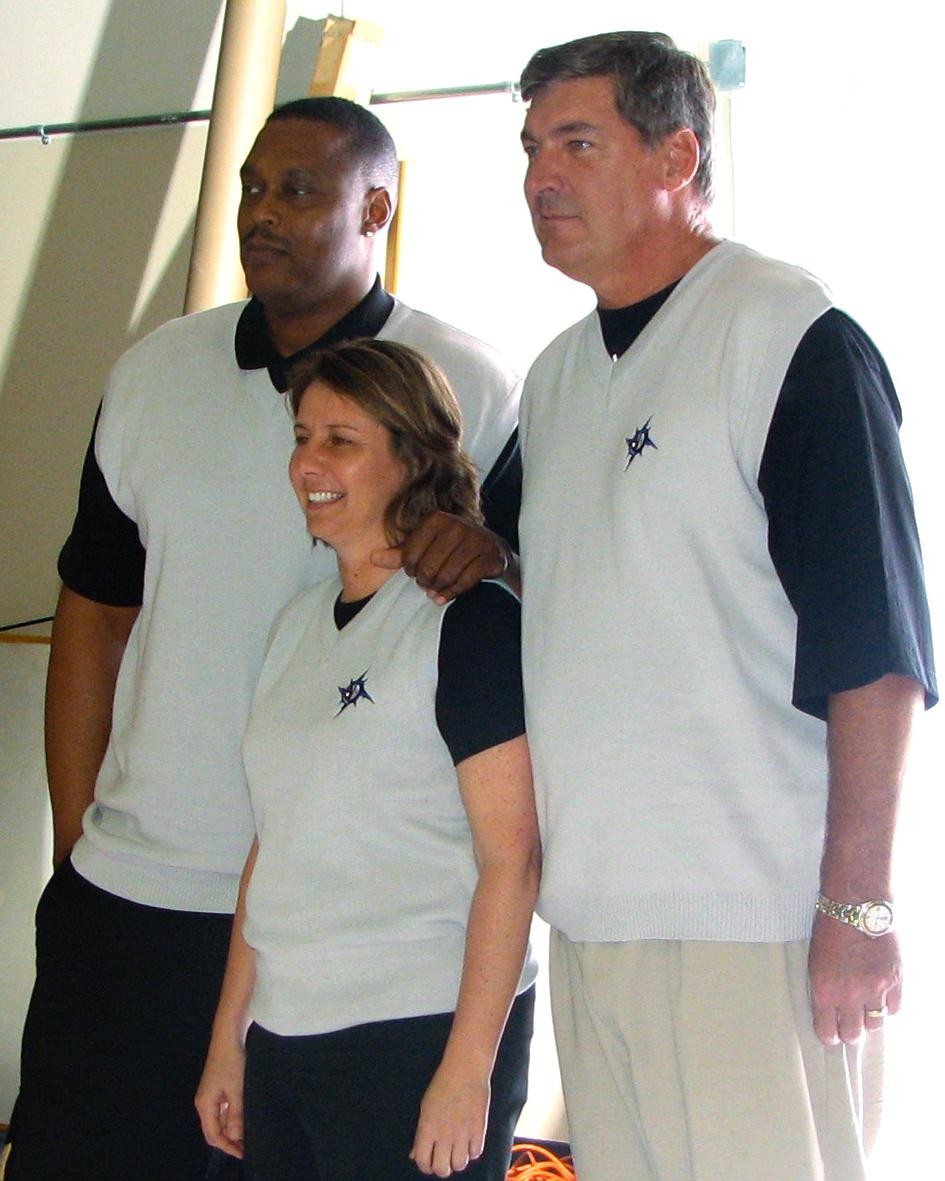
Bill Laimbeer (derecha) con los entrenadores asistentes de Detroit Shock, Rick Mahorn y Cheryl Reeve en 2007.

A mediados de la temporada 2002 de la WNBA, Laimbeer se hizo cargo del puesto de primer entrenador del equipo de las Detroit Shock, y un año más tarde ganó el título de campeón. Era la primera vez en la historia de la liga que un equipo que no fuera Los Angeles Sparks o Houston Comets ganaba la liga. En 2006 conseguía su segundo título al derrotar a Sacramento Monarchs en 5 partidos. Laimbeer contempla la posibilidad de entrenar algún día en la NBA. Los New York Knicks habrían  pensado en él como entrenador para las próximas temporadas pero se decidieron por el técnico italo-americano Mike D'Antoni. También los Pistons, presididos por otro excompañero, Joe Dumars, lo tuvieron en cuenta para sustituir a Larry Brown.

## Estadísticas de su carrera en la NBA
|  | Denota temporadas en las que ganó un campeonato de la NBA |
|  | Líder de la liga                                          |

### Temporada regular
| Año      | Equipo    | PJ    | PT  | MPP  | %TC  | %3P  | %TL  | RPP  | APP | ROB | TPP | PPP  |
| -------- | --------- | ----- | --- | ---- | ---- | ---- | ---- | ---- | --- | --- | --- | ---- |
| 1980-81  | Cleveland | 81    | 0   | 30.4 | .503 | –    | .765 | 8.6  | 2.7 | .7  | 1.0 | 9.8  |
| 1981-82  | Cleveland | 50    | 4   | 17.9 | .470 | .500 | .775 | 5.5  | .9  | .4  | .6  | 6.7  |
| 1981-82  | Detroit   | 30    | 30  | 31.2 | .516 | .143 | .813 | 11.3 | 1.8 | .6  | 1.1 | 12.8 |
| 1982-83  | Detroit   | 82    | 82  | 35.0 | .497 | .154 | .790 | 12.1 | 3.2 | .6  | 1.4 | 13.6 |
| 1983-84  | Detroit   | 82    | 82  | 34.9 | .530 | .000 | .866 | 12.2 | 1.8 | .6  | 1.0 | 17.3 |
| 1984-85  | Detroit   | 82    | 82  | 35.3 | .506 | .222 | .797 | 12.4 | 1.9 | .8  | .9  | 17.5 |
| 1985-86  | Detroit   | 82    | 82  | 35.3 | .492 | .286 | .834 | 13.1 | 1.8 | .7  | .8  | 16.6 |
| 1986-87  | Detroit   | 82    | 82  | 34.8 | .501 | .286 | .894 | 11.6 | 1.8 | .9  | .8  | 15.4 |
| 1987-88  | Detroit   | 82    | 82  | 35.3 | .493 | .333 | .874 | 10.1 | 2.4 | .8  | 1.0 | 13.5 |
| 1988-89  | Detroit   | 81    | 81  | 32.6 | .499 | .349 | .840 | 9.6  | 2.2 | .6  | 1.2 | 13.7 |
| 1989-90  | Detroit   | 81    | 81  | 33.0 | .484 | .361 | .854 | 9.6  | 2.1 | .7  | 1.0 | 12.1 |
| 1990-91  | Detroit   | 82    | 81  | 32.5 | .478 | .296 | .837 | 9.0  | 1.9 | .5  | .7  | 11.0 |
| 1991-92  | Detroit   | 81    | 46  | 27.6 | .470 | .376 | .893 | 5.6  | 2.0 | .6  | .7  | 9.7  |
| 1992-93  | Detroit   | 79    | 41  | 24.5 | .509 | .370 | .894 | 5.3  | 1.6 | .6  | .5  | 8.7  |
| 1993-94  | Detroit   | 11    | 5   | 22.5 | .522 | .333 | .846 | 5.1  | 1.3 | .5  | .4  | 9.9  |
| Total    | Total     | 1,068 | 861 | 31.8 | .498 | .326 | .837 | 9.7  | 2.0 | .7  | .9  | 12.9 |
| All-Star | All-Star  | 4     | 0   | 11.3 | .650 | —    | .667 | 2.8  | .5  | .5  | .5  | 7.0  |

### Playoffs
| Año   | Equipo  | PJ  | PT  | MPP  | %TC  | %3P   | %TL   | RPP  | APP | ROB | TPP | PPP  |
| ----- | ------- | --- | --- | ---- | ---- | ----- | ----- | ---- | --- | --- | --- | ---- |
| 1984  | Detroit | 5   | 0   | 33.0 | .569 | —     | .900  | 12.4 | 2.4 | .8  | .6  | 15.2 |
| 1985  | Detroit | 9   | 9   | 36.1 | .449 | .000  | .706  | 10.7 | 1.7 | .8  | .8  | 14.7 |
| 1986  | Detroit | 4   | 4   | 42.0 | .500 | 1.000 | .913  | 14.0 | .3  | .5  | .8  | 22.5 |
| 1987  | Detroit | 15  | 15  | 36.2 | .515 | .200  | .625  | 10.4 | 2.5 | 1.0 | .8  | 12.3 |
| 1988  | Detroit | 23  | 23  | 33.9 | .456 | .294  | .889  | 9.6  | 1.9 | .8  | .8  | 11.9 |
| 1989  | Detroit | 17  | 17  | 29.2 | .465 | .357  | .806  | 8.2  | 1.8 | .4  | .5  | 10.1 |
| 1990  | Detroit | 20  | 20  | 33.4 | .457 | .349  | .862  | 10.6 | 1.4 | 1.2 | .9  | 11.1 |
| 1991  | Detroit | 15  | 15  | 29.7 | .446 | .294  | .871  | 8.1  | 1.3 | .3  | .8  | 10.9 |
| 1992  | Detroit | 5   | 4   | 29.0 | .370 | .200  | 1.000 | 6.6  | 1.6 | .8  | .2  | 8.2  |
| Total | Total   | 113 | 107 | 33.1 | .468 | .321  | .819  | 9.7  | 1.7 | .7  | .7  | 12.0 |

## Logros y reconocimientos
Jugador
- 2 veces Campeón de la NBA (1989 y 1990)
- 4 veces All-Star de la NBA (1983, 1984, 1985, y 1987)
- 2 veces Campeón del Shooting Stars (2007, 2009)
- Máximo reboteador de la NBA en 1986.

Entrenador
- 3 veces Campeón de la WNBA (2003, 2006 y 2008)
- 2 veces Entrenador del Año de la WNBA (2003, 2015)

Homenajes
- Su camiseta con el número 40 fue retirada como homenaje por los Pistons.

### Partidos ganados sobre la bocina
|      | con Detroit Pistons          |
| (PO) | Denota un partido de PlayOff |

| Número | Tiro               | Margen | Resultado | Oponente         | Fecha               |
| ------ | ------------------ | ------ | --------- | ---------------- | ------------------- |
| 1      | Tiro en suspensión | Empate | 98-100    | Indiana Pacers   | 10 de abril de 1984 |
| 2      | Tiro en suspensión | Empate | 109-107   | New Jersey Nets  | 19 de enero de 1985 |
| 3      | Tiro en suspensión | Empate | 114-116   | Indiana Pacers   | 10 de abril de 1985 |
| 4      | Tiro en suspensión | Empate | 82-84     | Dallas Mavericks | 25 de enero de 1991 |